# Beelitz
Beelitz település Németországban, azon belül Brandenburgban. Lakosainak száma 13 794 fő (2023. december 31.). Beelitz Borkwalde, Borkheide, Treuenbrietzen, Linthe és Planebruch községekkel határos.

## Népesség
A település népességének változása:
| Lakosok száma | 11 900 | 12 121 | 12 818 | 12 880 | 13 219 | 13 794 |
|               | 2010   | 2015   | 2020   | 2021   | 2022   | 2023   |